# Cantó de Rivière-Salée
El cantó de Rivière-Salée és una divisió administrativa francesa situat al departament de Martinica a la regió de Martinica.

## Composició
El cantó comprèn la comuna de Rivière-Salée.

## Administració
| Període                                  | Identitat     | Partit | Qualitat |
| ---------------------------------------- | ------------- | ------ | -------- |
| 2004-2014                                | André Lesueur | FMP    |          |
| Les dades anteriors no són pas conegudes |               |        |          |